# Щипавка довгаста
Щипавка довгаста (Cobitis elongata) — невелика прісноводна риба родини в'юнових (Cobitidae).

## Поширення
Вид поширений на Балканах у притоках Дунаю: басейни річок Нера (Румунія), Сава, Купа (Словенія, Хорватія), Морава (Югославія), Віт та Янтра (Болгарія). Вимер у Жіу (Румунія) та, можливо, Янтрі (Болгарія).

## Спосіб життя
Мешкає на помірних до швидкоплинних ділянках мілководних річок, вздовж піщаних берегів, іноді на кам'яному дні з зануреною рослинністю. Яйцеживородні, з чітко вираженими парами під час нересту.

## Охорона
На більшій частині ареалу стан природних популяцій виду наразі залишається більш-менш стабільним, за що він, згідно з Червоним списком МСОП, отримав охоронний статус «відносно благополучний вид». Але в ряді регіонів продовжує спостерігатись тенденція до зниження чисельності популяції виду. Тому щипавка довгаста занесена до Додатку 3 Бернської конвенції (охоронна категорія: вид підлягає охороні), а також до Директиви Європейського Союзу 92/43/ЄС «Про збереження природних оселищ та видів природної фауни і флори» (Додаток II. Види рослин і тварин, що становлять особливий інтерес для Європейського Союзу, збереження яких потребує створення територій особливої охорони).